# Episodi di BoJack Horseman (terza stagione)
La terza stagione della serie animata BoJack Horseman, composta da 12 episodi, è stata interamente pubblicata dal servizio di video on demand Netflix il 22 luglio 2016, in tutti i territori in cui il servizio è disponibile. 
| nº | Titolo originale              | Titolo italiano         | Pubblicazione  |
| -- | ----------------------------- | ----------------------- | -------------- |
| 1  | Start Spreading The News      | Passate parola          | 22 luglio 2016 |
| 2  | The BoJack Horseman Show      | Il BoJack Horseman Show | 22 luglio 2016 |
| 3  | BoJack Kills                  | BoJack uccide           | 22 luglio 2016 |
| 4  | Fish Out of Water             | Un pesce fuor d'acqua   | 22 luglio 2016 |
| 5  | Love And/Or Marriage          | Amore e/o matrimonio    | 22 luglio 2016 |
| 6  | Brrap Brrap Pew Pew           | Brrap Brrap Pew Pew     | 22 luglio 2016 |
| 7  | Stop the Presses              | Fermate le rotative     | 22 luglio 2016 |
| 8  | Old Acquaintance              | Una vecchia conoscenza  | 22 luglio 2016 |
| 9  | Best Thing That Ever Happened | La cosa migliore        | 22 luglio 2016 |
| 10 | It's You                      | Sei tu                  | 22 luglio 2016 |
| 11 | That's Too Much, Man!         | È troppo, amico!        | 22 luglio 2016 |
| 12 | That Went Well                | È andata bene           | 22 luglio 2016 |

## Passate parola
- Titolo originale: Start Spreading The News
- Diretto da: J.C. Gonzalez
- Scritto da: Joe Lawson

### Trama
Ana Spanakopita manda BoJack a New York per promuovere Secretariat e Todd lo accompagna di nascosto. Nel frattempo Princess Carolyn chiede a Mr. Peanutbutter di riprendere a lavorare nella sua nuova agenzia.

## Il BoJack Horseman Show
- Titolo originale: The BoJack Horseman Show
- Diretto da: Adam Parton
- Scritto da: Vera Santamaria

### Trama
In questo episodio flashback, ambientato nel 2007, Princess Carolyn trova un nuovo progetto per BoJack, dopo Horsin' Around: il BoJack Horseman Show diretto dal regista Bel Baffetto. Purtroppo lo show sarà un flop, a causa delle modifiche apportate all'episodio pilota. Diane intanto incontra Mr. Peanutbutter, sposato con Jessica Biel, nella caffetteria in cui lavora e Todd bacia una ragazza.

## BoJack uccide
- Titolo originale: BoJack Kills
- Diretto da: Amy Winfrey
- Scritto da: Kelly Galuska

### Trama
BoJack è accusato dell'omicidio di una ballerina di Whale World, ritrovata morta nella piscina di un suo amico. Mr. Peanutbutter e Todd si mettono nei guai con la puzzola della porta accanto.
- Guest star: Fred Savage (Goober)

## Un pesce fuor d'acqua
- Titolo originale: Fish Out of Water
- Diretto da: Mike Hollingsworth
- Scritto da: Elijah Aron e Jordan Young

### Trama
BoJack arriva al Pacific Ocean Film Festival, per partecipare alla prima di Secretariat, dove spera di avvicinare Kelsey e riconciliarsi con lei. Allo stesso tempo, in seguito ad una disavventura, cerca di restituire un cucciolo di cavalluccio marino al padre. L'episodio presenta meno di tre minuti di dialogo  e si concentra soprattutto sugli aspetti visivi della puntata e sull'introspezione del personaggio di BoJack Horseman.

## Amore e/o matrimonio
- Titolo originale: Love And/Or Marriage
- Diretto da: J.C. Gonzalez
- Scritto da: Peter A. Knight

### Trama
Il film Secretariat viene finalmente distribuito a livello nazionale, ed è subito un successo. BoJack, euforico dalla notizia, insieme a Todd partecipa ad una cena di nozze, dove convince accidentalmente la sposa ad annullare le nozze imminenti. Dispiaciuto per l'accaduto, cercherà di riconciliare la coppia che ha mandato in frantumi. Nel frattempo Todd incontra Emily, anche lei invitata alla cerimonia, con cui avrà l'opportunità di fare sesso, ma che non sfrutterà rifugiandosi con una scusa nella sua stanza. Princess Carolyn nel suo tempo libero, organizza appuntamenti al buio con tre maschi differenti, l'ultimo dei quali è con un topo, con il quale si trova a suo agio. Infine, Diane scopre di essere incinta, dopo alcune analisi in ospedale, fatte in seguito ad una notte brava a base di droga.
- Guest star: Dave Franco (Alexi Brosefino)

## Brrap Brrap Pew Pew
- Titolo originale: Brrap Brrap Pew Pew
- Diretto da: Amy Winfrey
- Scritto da: Joanna Calo

### Trama
Diane e Peanutbutter decidono di non tenere il bambino e quindi di procedere con un aborto in clinica. Nel frattempo Diane, durante il suo lavoro di ghostwriting per la pop star Sextina Aquafina, twitta accidentalmente che sta avendo un aborto con l'account della cantante. Questo tweet solleva l'indignazione pubblica ed immediatamente Diane e Princess Carolyn si mettono al lavoro per risolvere la situazione. Sextina decide, grazie a delle tecniche di montaggio, di abortire in diretta televisiva, per aumentare il suo successo e per essere un'icona per tutte le donne del mondo. Diane, seppur scossa da tutte le vicende successe, decide di abortire lo stesso.
- Guest star: Daniele Gaither (Sextina Aquafina)

## Fermate le rotative
- Titolo originale: Stop the Presses
- Diretto da: Adam Parton
- Scritto da: Joe Lawson

### Trama
Todd crea un'enorme testa di cartapesta a sua immagine ed inizia successivamente un nuovo business. BoJack intanto cerca di disdire l'abbonamento ad un quotidiano ed inaspettatamente un'addetta del servizio clienti gli dà qualche consiglio di vita.
- Guest star: Candice Bergen

## Una vecchia conoscenza
- Titolo originale: Old Acquaintance
- Diretto da: J.C. Gonzalez
- Scritto da: Alison Flierl e Scott Chernoff

### Trama
BoJack ha un provino per una parte nell'ultimo film di David Pincher e Princess Carolyn fa di tutto per assicurarglielo. Diane fa un viaggio nella Penisola del Labrador per conoscere Captain, il fratello di Mr. Peanutbutter, e Todd decide di dare una svolta agli affari.
- Guest star: "Weird Al" Yankovic (Captain Peanutbutter)

## La cosa migliore
- Titolo originale: Best Thing That Ever Happened
- Diretto da: Amy Winfrey
- Scritto da: Kate Purdy

### Trama
Dopo aver rifiutato un possibile seguito di Horsin' Around e aver perso la parte nel film progetto di Kelsey, BoJack incontra Princess Carolyn all'Elefante e trascorre insieme a lei una serata riflessiva, aiutando allo stesso tempo il personale a far colpo su un critico gastronomico.

## Sei tu
- Titolo originale: It's You
- Diretto da: Adam Parton
- Scritto da: Vera Santamaria

### Trama
Mr. Peanutbutter annuncia le candidature agli Oscar, tra cui quella come miglior attore per BoJack. BoJack per festeggiare organizza una festa a casa sua, facendo vacillare le sue vere amicizie. Tuttavia, viene poi rivelato che Mr. Peanutbutter aveva perso la busta contenente i veri candidati, e che BoJack non era mai stato nominato. Questo crea un'ulteriore lite tra i due e con Todd, anche lui coinvolto nella faccenda. Al termine dell'episodio l'amico decide di andarsene di casa, abbandonando BoJack e facendogli capire che l'origine di tutti i suoi guai e della sua solitudine, è la sua persona ed il suo carattere.

## È troppo, amico!
- Titolo originale: That's Too Much, Man!
- Diretto da: J.C. Gonzalez
- Scritto da: Elijah Aron e Jordan Young

### Trama
BoJack afflitto dalla sua vita, coinvolge Sarah Lynn in una serata brava fatta di alcool e droga, mandando così in frantumi il periodo di disintossicazione della ragazza. I due in preda alle sostanze stupefacenti rovinano un incontro degli alcolisti anonimi, in seguito BoJack decide di fare ammenda dei suoi sbagli e di tutte le volte che ha fatto del male alle persone intorno a lui. Tuttavia, i tentativi di BoJack di riconciliazione sono ostacolati dai continui blackout indotti dai farmaci. Alla fine, sia BoJack che Sarah Lynn si rendono conto che non amano loro stessi e quello che sono diventati e così decidono di tornare a Los Angeles, per sistemare le cose. I due, prima di tornare ognuno a casa propria, decidono di visitare il planetario, dove BoJack riflette sul senso dell'universo. Nel fare questo, Sarah Lynn, si addormenta e finisce in overdose, morendo nel sonno tra le braccia di BoJack.
- Guest star: Wiz Khalifa (se stesso)

## È andata bene
- Titolo originale: That Went Well
- Diretto da: Amy Winfrey
- Scritto da: Raphael Bob-Waksberg

### Trama
La notizia della morte di Sarah Lynn per overdose fa il giro del mondo e BoJack cade nuovamente in depressione, per essere il diretto responsabile dell'accaduto. Mr. Peanutbutter intanto, grazie ad un lampo di genio, riesce a risolvere la situazione e a salvare la Pacific Ocean City dalla distruzione. In seguito verrà contattato dalla sua ex-moglie Katrina per diventare governatore della California. Todd nel frattempo scopre di essere diventato milionario grazie al suo nuovo giro d'affari e decide di uscire con l'amica Emily, solo per perdere tutta la sua ricchezza con una mancia di troppo alla cameriera. Diane accetta di scrivere per un blog femminista e Princess Carolyn persegue il suo nuovo sogno di diventare una manager. BoJack, in seguito alla morte di Sarah Lynn, cerca di mantenere il suo impegno con Ethan per cercare di realizzare il seguito della serie Horsin' Around, ma il confronto con una ragazzina piccola e la sua ammirazione nei suoi confronti, lo fa cadere nel panico e lo fa scappare dal set e dalla città. Nell'ultima scena, mentre tenta il suicidio in macchina, vede nel deserto un gruppo di cavalli selvaggi in corsa e questo rievoca in lui un recondito desiderio. Ferma l'automobile, scende e si mette a contemplarli con un sorriso amaro sul volto.